# Округ Браун (Илиноис)
Округ Браун (енгл. Brown County) је округ у америчкој савезној држави Илиноис.

## Демографија
По попису из 2010. године број становника је 6.937, што је 13 (-0,2%) становника мање 2000. године.
| Група             | 2000.         | 2010.         |
| Белци             | 5.368 (77,2%) | 5.191 (74,8%) |
| Афроамериканци    | 1.265 (18,2%) | 1.280 (18,5%) |
| Азијати           | 9 (0,1%)      | 16 (0,2%)     |
| Хиспаноамериканци | 273 (3,9%)    | 402 (5,8%)    |
| Укупно            | 6.950         | 6.937         |